# Nathan Ngoumou
Nathan Ngoumou Minpole (* 14. März 2000 in Toulouse) ist ein französischer Fußballspieler. Er steht seit 2022 bei Borussia Mönchengladbach unter Vertrag und war französischer Nachwuchsnationalspieler.

## Familiärer Hintergrund
Der gabunische Großvater von Nathan Ngoumou, Clément Ebozo'o, sowie sein kamerunischer Cousin Achille Emana waren ebenfalls Fußballspieler. Ebozo'o war in den 1960er-Jahren der zweite Fußballer aus Gabun in Frankreich, wo er in Lille und in Limoges spielte. Emana hatte in seiner Vereinskarriere unter anderem für den FC Toulouse gespielt und war zudem kamerunischer Nationalspieler.

## Karriere

### Verein
Nathan Ngoumou wurde in Toulouse geboren und trat als Kind der Fußballschule des FC Toulouse bei. Am 24. Mai 2019 gab er im Alter von 19 Jahren sein Profidebüt in der Ligue 1, als er bei einer 1:2-Niederlage am letzten Spieltag der Saison 2018/19 im Auswärtsspiel gegen FCO Dijon eingesetzt wurde. Eine Saison später hatte  Ngoumou – genau wie zuvor – ebenfalls lediglich einen Punktspieleinsatz für sich verbuchen können, zudem absolvierte er ein Spiel im französischen Pokal. Aufgrund der COVID-19-Pandemie wurde die Saison vorzeitig abgebrochen und der FC Toulouse stieg in die Ligue 2 ab. Dort hatte der gebürtige Toulouser in der Saison 2020/21 im Ligaalltag lediglich neun Einsätze absolvieren können (zwei Tore) und qualifizierte sich mit seinem Verein für die Play-offs um den Wiederaufstieg in die Ligue 1, wo die Südfranzosen im Finale aufgrund der Auswärtstorregel am Erstligisten FC Nantes scheiterten. In der darauf folgenden Saison – der Spielzeit 2021/22 – kam Ngoumou häufiger für die Profimannschaft zum Einsatz und stand auch öfters in der Anfangself, wobei er vorzugsweise als rechter Außenstürmer agierte. Nach Beginn der Saison 2022/23 unterschrieb Ngoumou einen bis 2027 datierten Vertrag bei Borussia Mönchengladbach.

### Nationalmannschaft
Am 13. Februar 2019 debütierte Ngoumou bei einer 1:2-Niederlage im Freundschaftsspiel gegen Italien für die französische U19-Nationalmannschaft. Mit dieser Altersklasse nahm er an der U19-Europameisterschaft 2019 in Armenien teil und erreichte mit seiner Mannschaft das Halbfinale, wo gegen Spanien Endstation war. Im Turnierverlauf kam Ngoumou zu drei Einsätzen und erzielte im Gruppenspiel gegen Norwegen ein Tor. Insgesamt kam er für die U19-Nationalmannschaft Frankreichs zu fünf Einsätzen. Seit November 2021 ist Ngoumou U21-Nationalspieler Frankreichs und debütierte am 11. November 2021 für diese Juniorennationalmannschaft, als er beim 7:0-Sieg im EM-Qualifikationsspiel gegen Armenien eingesetzt wurde.